# عبدالله ایزدپناه
عبدالله ایزدپناه سیاستمدار اصولگرای ایرانی است. وی توانست در یازدهمین انتخابات مجلس شورای اسلامی با کسب ۳۳ هزار و ۲۸۰ رای، از حوزه انتخابیه ایذه و باغملک از استان خوزستان انتخاب گردد. 